# Eddie Calvert
Albert Edward Eddie Calvert (* 15. März 1922 in Preston, Lancashire, England; † 7. August 1978 in Johannesburg, Südafrika) war ein britischer Trompeter, der besonders in den 1950er Jahren sehr beliebt war und mit seinen Singles Oh mein Papa und Cherry Pink and Apple Blossom White auf die Nummer-eins-Position der britischen Charts kommen konnte. Er war bekannt als „der Mann mit der goldenen Trompete“ („the man with the golden trumpet“).

## Leben
Eddie Calverts Vater war ein Amateurmusiker, der ihm das Kornettspielen und andere Blechblasinstrumente beibrachte. Er spielte in diversen Orchestern in Nordengland und arbeitete in den 1940er Jahren mit Künstlern wie Jimmy McMurray, Billy Ternent und Geraldo. Daneben hatte er eigene Musiker, mit denen er in britischen Kaffeehäusern spielte. Anfang der 1950er Jahre trat er in der BBC-Fernsehshow von Stanley Black auf; dies führte zu großer Popularität. Seine Singles verkauften sich gut, und im Januar 1954 eroberte Oh mein Papa die Nummer-eins-Position der Charts in Großbritannien und Platz 9 in den USA. Oh mein Papa war eine Instrumentalversion des Liedes, das der Schweizer Paul Burkhard für sein Musical Feuerwerk (1950) komponiert hatte und das von Lys Assia zu einem Hit gemacht worden war. Mit einem englischen Text versehen wurde es für Eddie Fisher zu einem Hit in den USA und in Großbritannien; Calverts Version, produziert von Norrie Paramor in den Abbey Road Studios, war instrumental, lediglich der Titel wurde vom Hintergrundchor gesungen.

Eddie Calvert – Oh, mein Papa

1955 nahm Calvert seine Version von Pérez Prados US-Hit Cherry Pink and Apple Blossom White auf; der Song stammte aus Frankreich, war bereits fünf Jahre alt und 1955 als Thema in dem Kinofilm Die goldene Galeere (Underwater!) mit Jane Russell verwendet worden. Prados Version war in den USA zehn Wochen lang Nummer eins, in Großbritannien immerhin zwei Wochen. Als Prados Version die Charts wieder hinabstieg, gelang es Calvert, seine Version ebenfalls auf die Nummer-eins-Position zu bringen.
Nach seinen zwei Nummer-eins-Hits brachte er bis 1958 weitere Singles in die Charts; außerdem hörte man ihn in den Soundtracks von Filmen wie John and Julie oder Beyond Mombasa (1955). Unter seinen Aufnahmen sind auch Kompositionen wie Stranger in Paradise (1955), The Man with the Golden Arm (1956) oder Jealousy (1960). Als seine Aufnahmen keine Hits mehr wurden, spielte er in der britischen Clubszene; 1968 emigrierte er nach Südafrika, wo er 1978 nach einem Herzinfarkt starb.

## Diskografie

### Alben
- 1985: The Man with the Golden Trumpet (Kompilation)
- Lonely Night (Capitol T-10007)